# Luci Domici Ahenobarb (cònsol 16 aC)
Luci Domici Ahenobarb (en llatí: Lucius Domitius Cn. F. L. N. Ahenobarbus) va ser un magistrat romà. Era fill del cònsol del 32 aC Gneu Domici Ahenobarb. El seu pare el va prometre amb Antònia Major, filla de Marc Antoni i d'Octàvia, durant la reunió que va tenir amb Octavi a Tàrent l'any 36 aC. Formava part de la gens Domícia i era de la família dels Ahenobarbs.
Va ser edil l'any 22 aC, després pretor i cònsol el 16 aC. El 15 aC va substituir probablement a Tiberi com a comandant de l'exèrcit a Germània. Va creuar l'Elba i va entrar més profundament en territori germànic que cap dels comandants anteriors, cosa que li va valer les insígnies del triomf. Va morir el 25 dC.
Suetoni el descriu com un home arrogant, extravagant i cruel. Quan era pretor i cònsol va establir que els cavallers i les dones casades havien de participar en representacions teatrals. Va presentar espectacles de caça d'animals salvatges a molts punts de Roma i en els combats de gladiadors que patrocinava hi havia tal vessament de sang que August va fer un decret per moderar-los.